# NGC 3910
NGC 3910 é uma galáxia elíptica (E-S0) localizada na direcção da constelação de Leo. Possui uma declinação de +21° 20' 02" e uma ascensão recta de 11 horas, 49 minutos e 59,3 segundos.